# Juridische Hogeschool Avans-Fontys
De Juridische Hogeschool Avans-Fontys is een hogeschool waar de opleiding hbo-rechten kan worden gevolgd.

## Geschiedenis
De Juridische Hogeschool is in 2002 ontstaan uit een samenwerkingsverband tussen Avans Hogeschool en Fontys Hogescholen. Tot die tijd was een opleiding in de rechten alleen aan de universiteit te volgen. De Juridische Hogeschool was de eerste hogeschool die de opleiding hbo-rechten aanbood. De opleiding is te volgen in vol- of deeltijd. Na succesvolle afronding van de opleiding krijgt de student de bachelorgraad Bachelor of Laws (LLB) toegekend. De Juridische Hogeschool heeft twee vestigingen in Brabant, in Tilburg en 's-Hertogenbosch.

## Kritiek nieuwe lesmethode
Hoewel de Juridische Hogeschool jarenlang als beste uit de Keuzegids kwam en daar zelfs de slogan 'Met recht de beste' op baseerde, veranderde dit met de introductie van een nieuwe omstreden lesmethode: de HILL-methode. Deze lesmethode hield in dat er geen docenten meer waren, maar enkel nog coaches. Ook werden de hoorcolleges en tentamens afgeschaft. Dit leverde forse weerstand op bij zowel docenten als studenten. Docenten verlieten de opleiding, er verschenen kritische artikelen in onder andere de Volkskrant en studenten startten een petitie waarin er meer les werd geëist. Kritiek was er onder meer op het geringe aantal lesuren en contactmomenten en het ontbreken van objectieve examinering. Na deze kritiek zijn bepaalde elementen van voor de onderwijsvernieuwing hersteld, maar het oorspronkelijke niveau van de opleiding werd sindsdien niet meer behaald. Pas na een veroordeling van de medebedenker van de HILL-methode Filip Dochy wegens een verkrachting van een student in 2022 in Spanje, verbrak Fontys de banden met de HILL-organisatie.